# Dyckia ursina
Dyckia ursina är en gräsväxtart som beskrevs av Lyman Bradford Smith. Dyckia ursina ingår i släktet Dyckia och familjen Bromeliaceae. Inga underarter finns listade i Catalogue of Life.